# Orthrelm
Gli Orthrelm sono un gruppo musicale d'avanguardia statunitense originario della capitale, Washington.
È formato da due componenti, Mick Barr alla chitarra e Josh Blair alla batteria, che sperimentano in vari stili e concetti musicali usando forme musicali non convenzionali, il loro stile viene definito come una fusione di Avant-garde metal, Brutal Prog, Mathcore e minimalismo.
Ad esempio il loro EP del 2002 Asristir Vieldriox ha una durata di 13 minuti  ed è composto da 99 brani in stile Mathcore e Brutal Prog, ognuno lungo da 5 a 15 secondi. In contrasto, l'album OV è composto da un'unica traccia lunga 45 minuti basato su ripetizione estremamente intensa che unisce la velocità del grindcore ed il minimalismo di Terry Riley.
Il gruppo è stato scelto dagli Animal Collective per esibirsi all'All Tomorrow's Parties Festival nel maggio 2011.
Oltre ai lavori del gruppo, Barr ha alla spalle lavori con i progetti Crom-Tech e Krallice e il side project Octis. 

## Discografia

### Album
- Iorxhscimtor (2001; Tolotta Records)
- Norildivoth Crallos Lomrixth Urthilnv (2002; Three One G)
- OV (2005; Ipecac Recordings)

### EPs
- Asristir Vieldriox (2002; Troubleman Unlimited)

### Split albums
- Touchdown/Orthrelm (2002; Troubleman)

### Split EPs
- Orthrelm/Behold... the Arctopus (2006; Crucial Blast Releases)